# Balonmano Bera Bera
El Balonmano Bera Bera es un equipo femenino español de balonmano de la ciudad de San Sebastián, siendo una sección del club de rugby Bera Bera Rugby Taldea, que participa en División de Honor desde 1998. Anteriormente era denominado Corteblanco Bidebieta.

## Historia
El  Bera Bera es la prolongación del antiguo Corteblanco Bidebieta. Este equipo, surgido en el barrio donostiarra de Bidebieta, ascendió en 1990 a la División de Honor de la Liga española de balonmano femenino habiendo jugado desde entonces siempre en la élite del balonmano femenino español. También ha estado presente en casi todas las ediciones de la Copa de la Reina. En 1998 el Corteblanco Bidebieta se integró en la estructura del Bera Bera Rugby Taldea para hacer frente a su delicada situación económica, cambiando de nombre.
En el palmarés del Bera Bera destacan los títulos de la Copa de la Reina de Balonmano obtenidos en 2007, 2009, 2013, 2014, 2016, 2019, 2023, 2024 y 2025. En la Liga Española ha sido campeón de liga en diez ocasiones en las temporadas 2012-2013, 2013-2014, 2014-2015, 2015-2016, 2017-2018, 2019-2020, 2020-2021, 2021-2022, 2023-2024, 2024-2025, subcampeón en 2011-2012, 2016-2017 y 2018-19, seis veces 4.º (2009, 2008, 2005, 2004, 2002 y 2001), cinco veces 5.º (2011, 2007, 2006, 2003, y 2000) y una vez 6.º (2010) clasificándose en varias ocasiones para la disputa de competiciones europeas, siendo su mejor resultado las semifinales de la Recopa de Europa en 2008, y campeón de la Supercopa de España en 2007-2008, 2012-2013, 2013-2014, 2014-2015, 2015-2016, 2016-2017, 2018-2019 y 2022-2023.

### Palmarés nacional
- Liga: 10 títulos

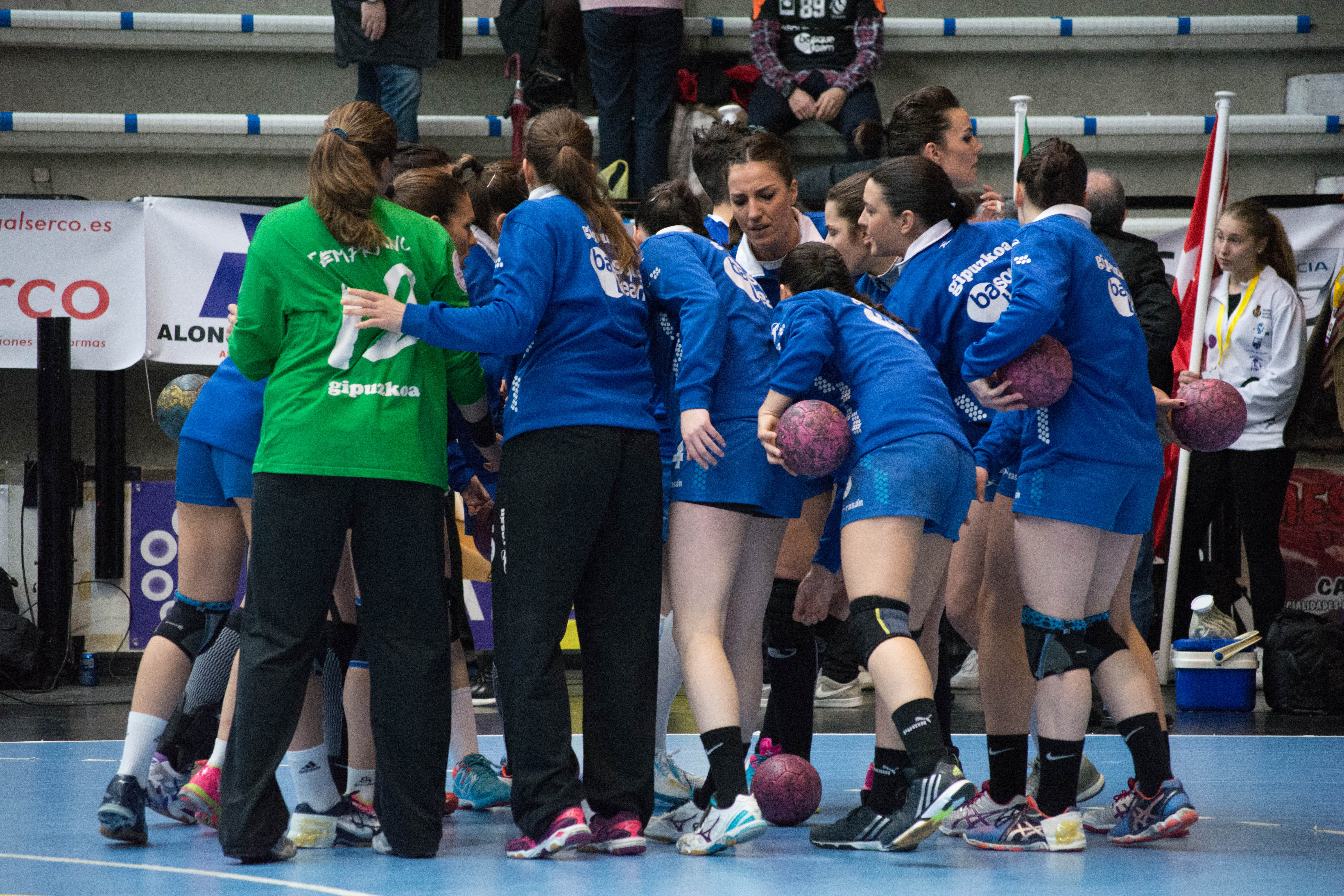
El Bera Bera en la Copa de la Reina de Balonmano 2016 en Porriño

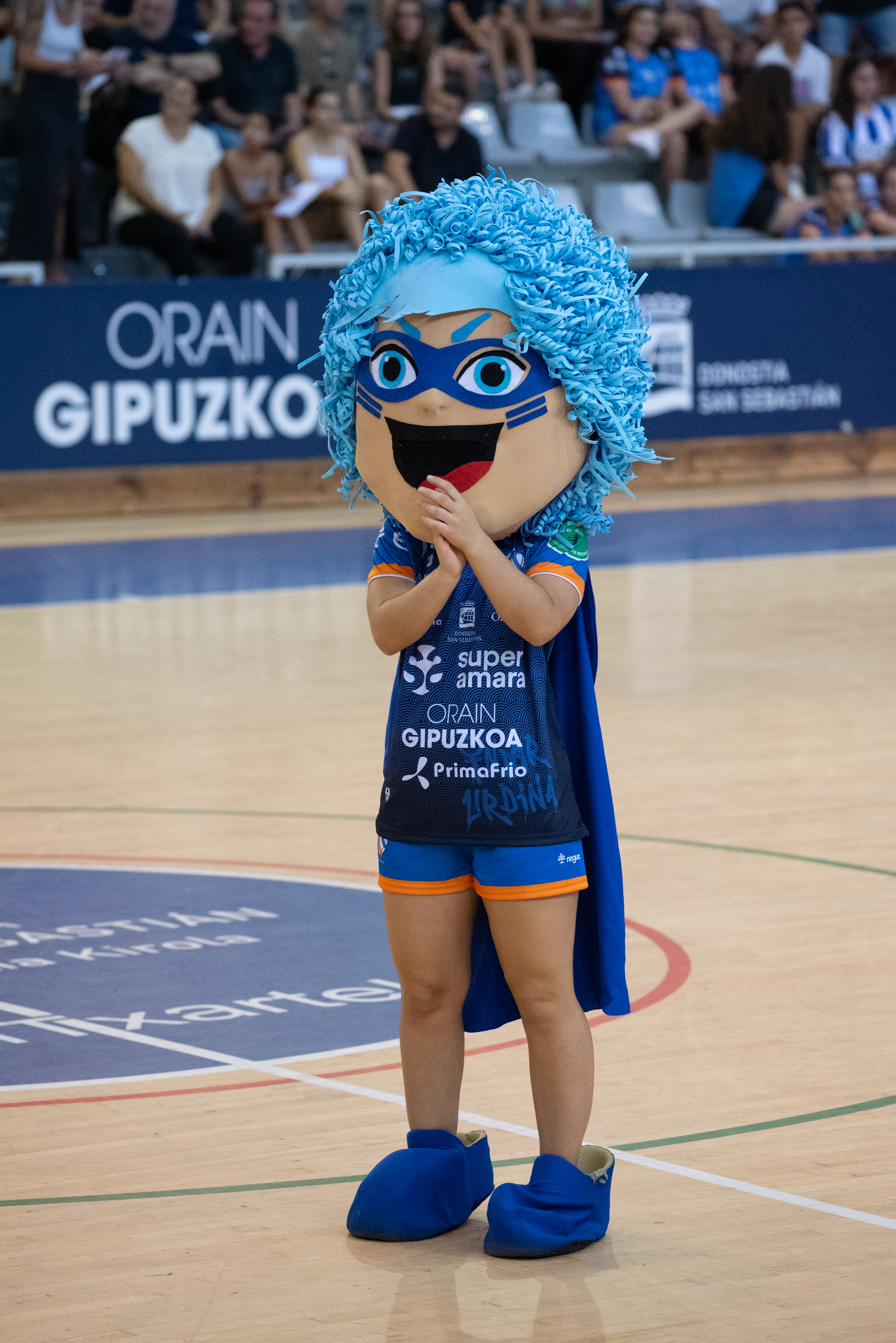
Kizkur, mascota de Bera Bera

  - Campeón: 2012-13, 2013-14, 2014-15, 2015-16, 2017-18, 2019-20, 2020-21, 2021-22, 2023-24, 2024-25
  - Subcampeón: 2011-12, 2016-17, 2018-19.
- Copa de la Reina: 9 títulos
  - Campeón: 2006-07, 2008-09, 2012-13, 2013-14 , 2015-16, 2018-19, 2022-23, 2023-24, 2024-25
  - Subcampeón: 2005-06, 2007-08, 2011-12, 2014-15, 2016-17, 2017-18
- Supercopa de España: 9 títulos
  - Campeón:  2007-08, 2012-13, 2013-14, 2014-15, 2015-16,  2016-17, 2018-19, 2022-23
  - Subcampeón: 2009-10, 2019-20, 2020-21 2021-2022
- Supercopa Ibérica femenina: 2 títulos
  - Campeón: 2023, 2024

## Nombres del club
- Sociedad Cultural Recreativa Deportiva Bidebieta – (1983–1998)
- Balonmano Bera Bera – (1998–)

### Patrocinadores
- Corteblanco – (1989–1998)
- Meyba – (1990–91)
- Akaba – (1999–2010)
- Super Amara – (2016-presente)
- Autocares David – (2006-presente)

## Palmarés por temporada
- Como Bidebieta:

| Temporada | Cat. | División          | Pos.          | Notas              |
| --------- | ---- | ----------------- | ------------- | ------------------ |
| 1985–86   | 2    | Primera Nacional  | 1.º (Grupo D) |                    |
| 1986–87   | 2    | Primera Nacional  | 3.º (Grupo C) |                    |
| 1987–88   | 2    | Primera Nacional  | 1.º (Grupo B) |                    |
| 1988–89   | 2    | Primera Nacional  | 1.º (Grupo A) |                    |
| 1989–90   | 2    | Primera Nacional  | 1.º (Grupo A) | Ascenso            |
| 1990–91   | 1    | División de Honor | 10.º          |                    |
| 1991–92   | 1    | División de Honor | 6.º           |                    |
| 1992–93   | 1    | División de Honor | 4.º           | Subcampeón de Copa |
| 1993–94   | 1    | División de Honor | 6.º           |                    |
| 1994–95   | 1    | División de Honor | 3.º           |                    |
| 1995–96   | 1    | División de Honor | 4.º           | Subcampeón de Copa |
| 1996–97   | 1    | División de Honor | 4.º           | Subcampeón de Copa |
| 1997–98   | 1    | División de Honor | 4.º           |                    |

- Como Balonmano Bera Bera:

| Temporada | Cat | División          | Pos. | Notas              |
| --------- | --- | ----------------- | ---- | ------------------ |
| 1998–99   | 1   | División de Honor | 7.º  |                    |
| 1999–00   | 1   | División de Honor | 5.º  |                    |
| 2000–01   | 1   | División de Honor | 5.º  |                    |
| 2001–02   | 1   | División de Honor | 4.º  |                    |
| 2002–03   | 1   | División de Honor | 5.º  |                    |
| 2003–04   | 1   | División de Honor | 4.º  |                    |
| 2004–05   | 1   | División de Honor | 5.º  |                    |
| 2005–06   | 1   | División de Honor | 5.º  | Subcampeón de Copa |
| 2006–07   | 1   | División de Honor | 5.º  | Copa de la Reina   |
| 2007–08   | 1   | División de Honor | 5.º  | Subcampeón de Copa |

| Temporada | Cat. | División          | Pos. | Notas                     |
| --------- | ---- | ----------------- | ---- | ------------------------- |
| 2008–09   | 1    | División de Honor | 4.º  | Copa de la Reina          |
| 2009–10   | 1    | División de Honor | 6.º  |                           |
| 2010–11   | 1    | División de Honor | 5.º  |                           |
| 2011–12   | 1    | División de Honor | 2.º  | Subcampeón de Liga y Copa |
| 2012–13   | 1    | División de Honor | 1.º  | Liga y Copa de la Reina   |
| 2013–14   | 1    | División de Honor | 1.º  | Liga y Copa de la Reina   |
| 2014–15   | 1    | División de Honor | 1.º  | Liga Femenina             |
| 2015–16   | 1    | División de Honor | 1.º  | Liga y Copa de la Reina   |
| 2016–17   | 1    | División de Honor | 2.º  | Subcampeón de Liga y Copa |
| 2017–18   | 1    | División de Honor | 1.º  | Liga Guerreras Iberdrola  |

| Temporada | Cat. | División          | Pos. | Notas                                                         |
| --------- | ---- | ----------------- | ---- | ------------------------------------------------------------- |
| 2018–19   | 1    | División de Honor | 2.º  | Copa de la Reina                                              |
| 2019–20   | 1    | División de Honor | 1.º  | Liga                                                          |
| 2020–21   | 1    | División de Honor | 1.º  | Liga                                                          |
| 2021–22   | 1    | División de Honor | 1.º  | Liga                                                          |
| 2022–23   | 1    | División de Honor | 1.º  | Copa de la Reina, Supercopa de España, Supercopa Ibérica      |
| 2023–24   | 1    | División de Honor | 1.º  | Copa de la Reina, Liga, Supercopa Ibérica                     |
| 2024–25   | 1    | División de Honor |      | Supercopa Ibérica, Copa de la Reina, Liga Guerreras Iberdrola |

- 31 temporadas en División de Honor

## Equipo

### Plantilla
Equipo para la temporada 2025/26
|  | Porteras - 55. Lucía Prades - Nicole Wiggins Extremos Derecha - 15. Maitane Etxeberria - 25. Anne Erauskin Extremos Izquierda - 13. Laura Hernández - Elena Amores Pivotes - 31. Shula Gavilán - 20. Lyndie Tchaptchet - 92. Eider Tapia | Primera línea Laterales - 70.Carmen Arroyo Pimienta - 4. Eszter Ogonovszky - 18. Elke Karsten - Ester Somaza - 28 Micaela Rodrigues Centrales - 2. Elba Álvarez - Lisanne Kruijswijk |

### Altas y bajas para la temporada 2025–26
|  | Llegan - Nicole Wiggins (desde OG Niza) - Ester Somaza (desde el KH-7 Bm Granollers) - Elena Amores (desde el Atlético Guardés) - Lisanne Kruijswijk (desde Skara HF) | Se van - Francisca Araujo Joao - 33. Tamara Kostic - 3. Esther Arrojeria (Retirada) - 8. Alba Menéndez (Retirada) - 6. Marie Louis |

### Equipo técnico
- Entrenador: Imanol Álvarez
- 2.º entrenador: Jon Begiristain
- Fisioterapeuta Cristian Mujika
- Técnico estadísticas: Iñigo Blanco
- Delegado: Txema Leal
- Médico José María Benito Artuzamonoa
- Psicólogo Unai Arrieta Aizpurua
- Preparador físico Ander Formoso